# São Paulo Challenger 2 1986
Il São Paulo Challenger 2 1986 è stato un torneo di tennis facente parte della categoria ATP Challenger Series nell'ambito dell'ATP Challenger Series 1986. Il torneo si è giocato a San Paolo in Brasile dal 28 luglio al 3 agosto 1986 su campi in terra rossa.

## Vincitori

### Singolare
Carlos Kirmayr ha battuto in finale  Luiz Mattar con il punteggio di 6–4, 6–3

### Doppio
Givaldo Barbosa /  Ivan Kley hanno battuto in finale  Fernando Roese /  João Soares con il punteggio di 7–6, 6–1